# Wilhelm Speidel
Wilhelm Speidel (ur. 8 lipca 1895 w Metzingen, zm. 3 czerwca 1970 w Nürtingen) – niemiecki generał Luftwaffe z okresu II wojny światowej, szef administracji wojskowej w Grecji w latach 1942–1944. Jego młodszym bratem był generał Hans Speidel.

## Życiorys

### Wczesne życie i I wojna światowa i Reichswehra
Syn Emila Speidela, głównego doradcy ds. Leśnictwa i wiceprezesem Królewskiej Dyrekcji Leśnictwa Królestwa Wirtembergii w Stuttgarcie. 26 czerwca 1913 Wilhelm Speidel w wieku 17 lat wstąpił do 123 Pułku Grenadierów jako fahnenjunker. Krótko po wybuchu I wojny światowej Speidel został porucznikiem i wraz ze swoim pułkiem udał się na front zachodni jako dowódca plutonu.
Pułk Speidela był częścią 27 Dywizji i walczył wyłącznie na froncie zachodnim. Pod koniec listopada 1914 roku młodszy o dwa lata brat Wilhelma Hans Speidel wstąpił do 123 Pułku Grenadierów i rok później awansował do stopnia porucznika i pozostał w pułku do końca wojny. 22 marca 1918 Wilhelm Speidel objął dowództwo batalionu szturmowego 27 Dywizji w trakcie niemieckiej ofensywy wiosennej. W czasie wojny Speidel został odznaczony Krzyżem Kawalerskim Orderu Zasługi Wojskowej Wirtembergii, Krzyżem Żelaznym II i I Klasy oraz Czarną Odznaką za Rany.
Po zawieszeniu broni w Compiègne i zakończeniu wojny został przeniesiony jako adiutant do komendy okręgu Reutlingen, a następnie do komendy okręgu Gmünd. Od 19 lipca 1919 Speidel pełnił funkcję adiutanta 2 batalionu 26 Pułku Strzelców Reichswehry, a od 1 października do 14 grudnia 1920 był oficerem kompanii w 25 Pułku Strzelców Reichswehry. 1 stycznia 1921 roku został przeniesiony do 13 Pułku Piechoty
30 kwietnia 1923 ukończył szkolenie pomocnicze w 5 Dywizji w Stuttgarcie. Następnie od 1 maja do 31 lipca 1923 był dowódcą plutonu w 13 Pułku Piechoty i do 30 września 1924 był w sztabie 5. Dywizji. Został przeniesiony do 18 Pułku Kawalerii, a następnie ukończył drugą część szkolenia pomocniczego dowódcy w 5 Dywizji. Od 1 października 1925 do 30 września 1926 był członkiem sztabu 1 batalionu 13 Pułku Piechoty, a w międzyczasie został rotmistrzem. 1 kwietnia 1926 taki trafił do Departamentu Organizacji Armii Ministerstwa Reichswehry w Berlinie, a od 9 czerwca do 30 września 1927 należał do 2 Pułku Kawalerii w Olsztynie. Następnie został przeniesiony do 11 Pułku Kawalerii w Prudniku.
31 marca 1928 Speidel wycofał się z czynnej służby w celu odbycia odpowiedniego szkolenia w ZSRR w Szkole Pilotów Wojskowych Lipieck. Do służby wrócił 1 lutego 1929 roku i został przydzielony do 10 Pułku Kawalerii. Następnie wrócił do służby w Ministerstwie Reichswehry. Tym razem został zatrudniony jako konsultant w Departamencie Statystyki Armii. 6 maja 1929 roku został przydzielony do Dowództwa Sił Powietrznych Stanów Zjednoczonych na roczny trening. Po powrocie Speidel ponownie pracował w Ministerstwie Reichswehry.

### Wehrmacht i II wojna światowa
Po otrzymaniu stopnia majora 1 października 1933 roku, miesiąc później wstąpił do Luftwaffe i służył jako konsultant w Ministerstwie Lotnictwa Rzeszy. Od 1 marca do 30 czerwca 1934 pracował w Sztabie Generalnym Luftwaffe, a następnie objął dowództwo nad grupą lotniczą Giebelstadt i lotniskiem wojskowym. Jako podpułkownik (od 1 września 1935) Został mianowany szefem sztabu „Luftkreis-Kommando III” w Dreźnie 1 kwietnia 1936. 1 października 1937 otrzymał stopień pułkownika. 1 lipca 1938 został szefem sztabu 1 grupy Luftwaffe. 1 lutego 1939 Wszedł do służby w 1 Flocie Powietrznej.
Po wybuchu II wojny światowej służył w 1 Flocie Powietrznej, awansował do stopnia generała dywizji 22 września 1939, a od 1 stycznia do 9 października 1940 był szefem sztabu 2 Floty Powietrznej. 19 lipca 1940 został generałem porucznikiem i kierował misją Luftwaffe w Rumunii, a od 1 stycznia 1942 był generałem lotnictwa. Od 15 czerwca do 10 września 1942 przebywał w „Führerreserve”, a następnie został mianowany dowódcą okupowanej części południowej Grecji. 8 września 1943 został mianowany komendantem wojskowym Grecji. W tym czasie siły zbrojne nazistowskich Niemiec dopuściły się licznych zbrodni wojennych, za które odpowiedzialny był m.in. Wilhelm Speidel. Jednym z nich była masakra Kalavrit, w której według raportu Speidela z 31 grudnia 1943 rozstrzelano 758 osób. 27 kwietnia 1944 został usunięty ze stanowiska i przeniesiony do rezerwy. Od 10 września 1944 do 22 stycznia 1945 Speidel służył jako dowódca dowództwa łączności Naczelnego Dowództwa Luftwaffe na południowym wschodzie. Następnie został na krótko przeniesiony do rezerwy i 14 marca 1945 został dowódcą „Feldjäger-Kommandos III”.

### Lata powojenne

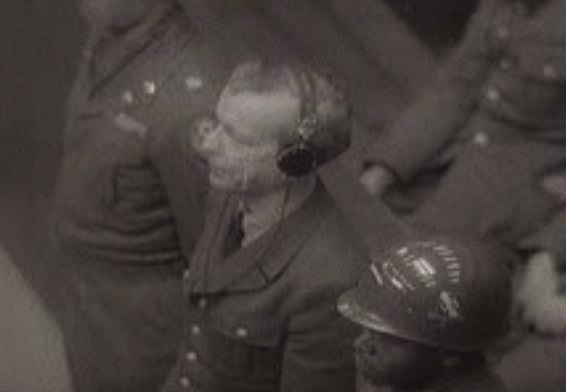
Speidel na procesie w 1948 roku

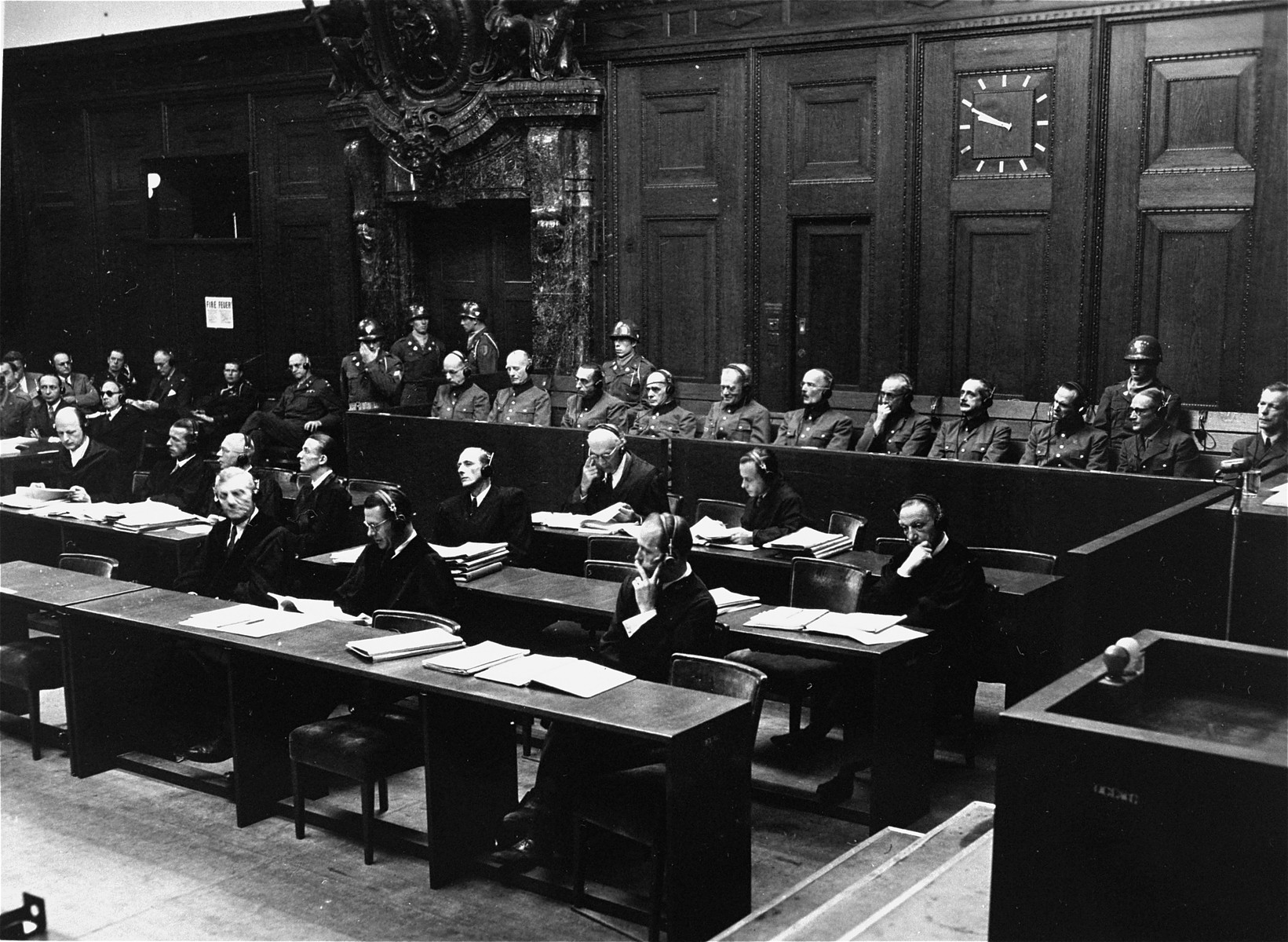
Spiegel wśród oskarżonych podczas procesu dowódców na Bałkanach

Po kapitulacji nazistowskich Niemiec 8 maja 1945 Wilhelm Speidel został wzięty do niewoli przez Stany Zjednoczone. Kraje koalicji antyhitlerowskiej postawiły mu zarzuty podczas procesów norymberskich przeciwko generałom frontu południowo-wschodniego za jego działalność podczas okupacji Grecji. Wilhelma Speidela bronił Joseph Weisberber z pomocą Ericha Berglera. Josef Weisberber miał już doświadczenie w Norymberdze, jego poprzednim klientem był Wolfram Sievers podczas norymberskiego procesu lekarzy. 19 lutego 1948 roku Wilhelm Speidel został skazany na 20 lat więzienia za zbrodnie wojenne. Po dyskusji nad kwestią odbudowy sił zbrojnych w RFN po wybuchu wojny koreańskiej latem 1950 roku, 31 stycznia 1951 komisarz John McCloy zastąpił swoją kadencję tą, którą już pełnił na podstawie zalecenia Rady Doradczej Zbrodniarzy Wojennych. Wilhelm Speidel został zwolniony 3 lutego 1951 wraz z 32 innymi więźniami więzienia w Landsbergu.